# Ташкент-Южный (станция)
Ташкент-Южный (узб. Toshkent-Janubiy) — железнодорожная станция Узбекистанской железной дороги, расположенная в столице Узбекистана, Ташкенте.
С вокзала отправляются внутригосударственные рейсы и пригородные электропоезда.

## История
Зона города, где находится вокзал, до 1960-х годов фактически являлась загородной и была застроена преимущественно дачами, а также частными домами. В 1960-х данная зона начала интенсивно застраиваться, и было решено построить в ней железнодорожный вокзал. Постройка вокзала уменьшила загруженность станции Ташкент-Пассажирский.
Южный вокзал Ташкента начал работу в 1963 году, а через 9 лет после строительства линии от Кунграда до Бейнеу, которая связала Узбекскую ССР и центральные регионы государства, стал принимать намного большее количество поездов. В 1980-х годах вокзал принимал большое количество поездов, пассажирское сообщение включало в себя маршруты на города Самарканд, Карши, Термез, Бухара, Нукус, а также в Хорезмскую область, Туркменскую ССР и на Кавказ. В 1985 году был капитально реконструирован. К концу данного десятилетия стал важным транспортным узлом, вблизи имелись автостанция, рынок и остановка трамвая.
В 2018 году вокзал был капитально реконструирован в соответствии с современными требованиями и введён в эксплуатацию 4 апреля.
Железнодорожная станция может обслуживать одновременно до 500 пассажиров.
Станция, касса и территория вокзала оснащены 170 видеокамерами.
Общая площадь вокзала составляет 9,2 гектара, на вокзале 3 перрона протяженностью 650 метров.